# Catania Beach Soccer 2014
Questa voce raccoglie le informazioni riguardanti il Catania Beach Soccer nelle competizioni ufficiali della stagione 2014.

## Rosa
| N. |                      | Ruolo | Calciatore                   |
| -- | -------------------- | ----- | ---------------------------- |
| 1  | Italia (bandiera)    | P     | Simone Del Mestre            |
| 12 | Italia (bandiera)    | P     | Virgilio Vitale              |
| 5  | Argentina (bandiera) | D     | Luciano Franceschini         |
| 3  | Brasile (bandiera)   | D     | Gabriel                      |
| 6  | Italia (bandiera)    | D     | Giuseppe Platania (capitano) |
| 4  | Italia (bandiera)    | D     | Sirio Silvestri              |

| N. |                    | Ruolo | Calciatore      |
| -- | ------------------ | ----- | --------------- |
| 10 | Brasile (bandiera) | D     | Fred            |
| 11 | Brasile (bandiera) | C     | Be Martins      |
| 9  | Italia (bandiera)  | C     | Daniele Bosco   |
| 18 | Italia (bandiera)  | A     | Emanuele Zurlo  |
| 13 | Brasile (bandiera) | A     | Rodrigo         |
| 19 | Italia (bandiera)  | A     | Raffaele Ilardo |

## Risultati

### Euro Winners Cup

#### Fase a gironi
- Catania Beach Soccer – Kreiss 12-6
- Catania Beach Soccer – Aluminios Sotelo 5-1
- Catania Beach Soccer – Murcia 5-2

#### Ottavi di finale
- Catania Beach Soccer – Terracina 3-2

#### Quarti di finale
- Catania Beach Soccer – Braga 7-10

#### Finale 5/6 posto
- Catania Beach Soccer – Goldwin Plus Bodon 3-4

#### Finale 7/8 posto
- Catania Beach Soccer – Lokomotiv Mosca 2-7